# IC 4173
IC 4173 est une galaxie elliptique située dans la constellation de la Vierge. Sa vitesse par rapport au fond diffus cosmologique est de 3 293 ± 23 km/s, ce qui correspond à une distance de Hubble de 48,6 ± 3,4 Mpc (∼159 millions d'al). Elle a été découverte par l'astronome français Guillaume Bigourdan en 1895.

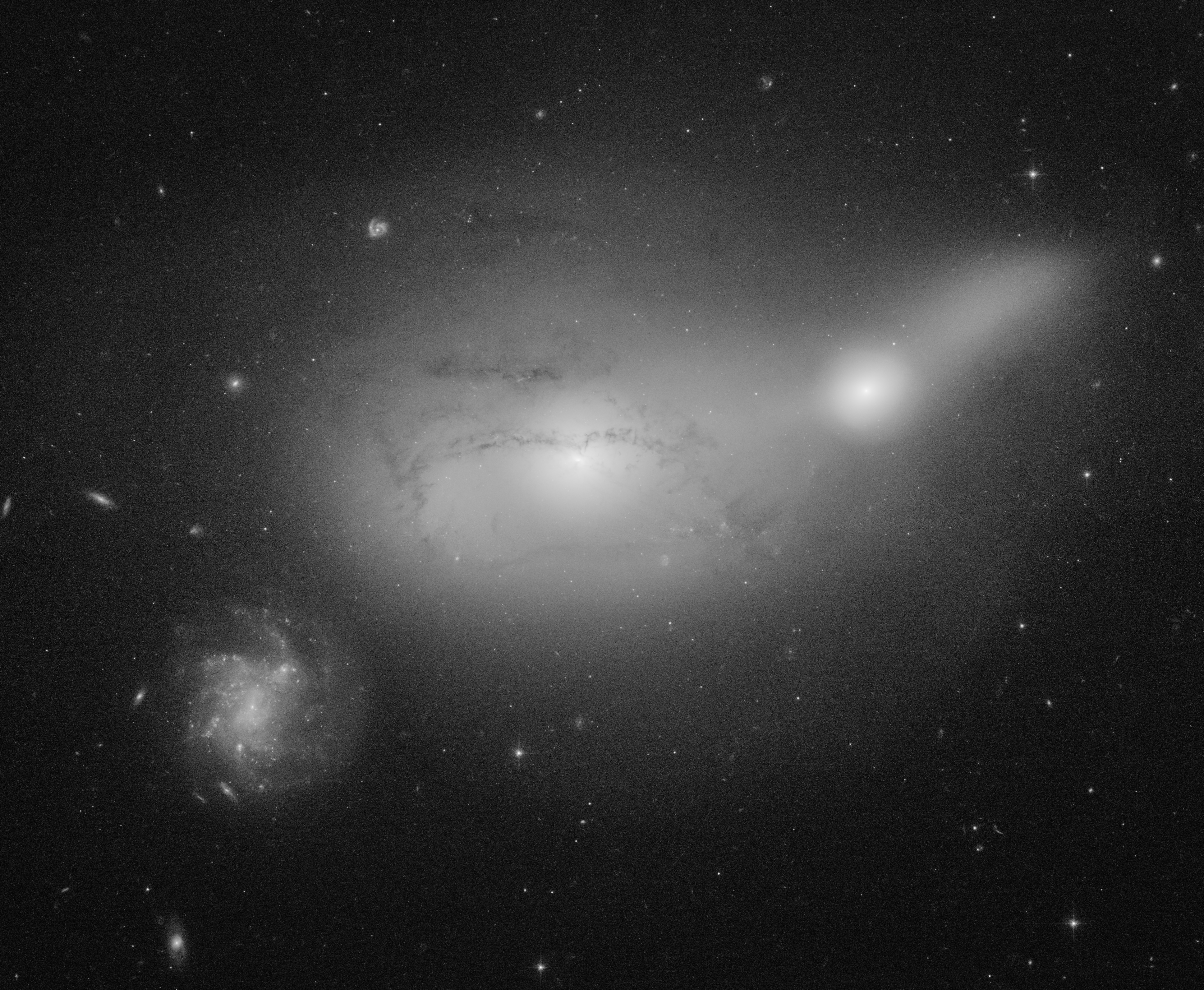
NGC 4933 et IC 4173 par le télescope spatial Hubble.

NGC 4933 figurent dans l'atlas des galaxies particulières de Halton Arp sous la cote Arp 176. Arp mentionne la présence d'une galaxie compagne très condensée. Cette galaxie compagne est IC 4173 qui est très déformée par la gravité de NGC 4933. Ces deux galaxies sont en forte interaction gravitationnelle.